# Ходячие мертвецы (11-й сезон)
Одиннадцатый и финальный сезон американского зомби-апокалиптического телесериала «Ходячие мертвецы», разработанного Фрэнком Дарабонтом на основе одноимённой серии комиксов авторства Роберта Киркмана, Тони Мура и Чарли Адларда, вышел на экраны 22 августа 2021 года на канале AMC. Он состоит из 24 эпизодов и разбит на три блока, по восемь эпизодов в каждом. Первая часть выходила в эфир с августа по октябрь 2021 года, вторая — с февраля по апрель 2022 года, третья — в октябре—ноябре 2022 года. Шоураннером сезона была Анджела Канг, главные роли сыграли Норман Ридус, Мелисса Макбрайд, Лорен Коэн, Кристиан Серратос и другие актёры. Одиннадцатый сезон получил положительные отзывы от критиков.
Этот сезон адаптирует материал из выпусков № 145—195 серии комиксов и фокусируется на встрече группы с Содружеством, большой сетью сообществ, обладающих передовым оборудованием и более чем пятьюдесятью тысячами выживших, живущих в своих различных поселениях. Ещё одна важная тема — противостояние группы со Жнецами, таинственной группировкой враждебных выживших, которые атаковали и захватили Меридиан, бывший дом Мэгги и её новой группы.

## В ролях

### Главные роли
В одиннадцатом сезоне участвуют 23 основных актёра. Купер Эндрюс и Каллан Маколифф добавлены в начальную заставку сезона, хотя до этого они были указаны как «также в главных ролях». Начиная с 17-го эпизода Элинор Мацуура, Лорен Ридлофф, Кэйли Флеминг, Надиа Хилкер, Кэссиди Макклинси, Энджел Теори, Паола Лазаро, Майкл Джеймс Шоу, Джош Хэмилтон и Лайла Робинс добавлены в начальную заставку сезона после того, как они до этого были указаны как «также в главных ролях».
Основной состав
- Норман Ридус — Дэрил Диксон, реднек, опытный охотник и бывший вербовщик Александрии. Он также является владельцем Пса[3].
- Мелисса Макбрайд — Кэрол Пелетье, опытный и изобретательный боец, которая пережила несколько травм и которая теперь проживает в Александрии. Бывшая жена Иезекииля[3].
- Лорен Коэн — Мэгги Грин, бывший лидер Хиллтопа, которая затаила злобу на Нигана за то, что он убил её мужа Гленна[4].
- Кристиан Серратос — Розита Эспиноса, прагматичный член группы, которая является матерью Коко, ребёнка от ныне покойного Сиддика[англ.]. Состоит в отношениях с Гэбриелом[3].
- Джош Макдермитт — Юджин Портер[англ.], умный выживающий, преодолевший свой страх ходячих. Он возглавляет экспедицию в отдалённое сообщество. Состоит в отношениях с Макс[3].
- Сет Гиллиам — Гэбриэл Стоукс[англ.], англиканский священник и глава совета Александрии, который примирил свои убеждения с тем, что нужно делать, чтобы выживать. Состоит в отношениях с Розитой[3].
- Росс Маркуанд — Аарон[англ.], бывший вербовщик Александрии, приёмный отец Грейси[3].
- Хари Пейтон — Иезекииль[англ.], харизматичный бывший лидер Королевства и бывший муж Кэрол. Он также сопровождает экспедицию Юджина в отдалённое сообщество[3].
- Купер Эндрюс[англ.] — Джерри[англ.], бывший резидент Королевства и правая рука Иезекииля, который является мужем Набилы[3].
- Каллан Маколифф — Олден, бывший член «Спасителей». Он состоял в отношениях с Энид, которая была убита Альфой[3].
- Джеффри Дин Морган — Ниган, изменившийся бывший лидер «Спасителей», который сформировал родительскую связь с дочерью Альфы, Лидией, во время войны с Шепчущимися[3].
- Элинор Мацуура — Юмико Окумура[англ.], опытная лучница и бывший адвокат по уголовным делам до апокалипсиса, бывшая девушка Магны. Она также сопровождает экспедицию Юджина в отдалённое сообщество[3].
- Лорен Ридлофф — Конни[англ.], глухонемой бывший член группы Магны, которая тесно связана с Дэрилом и считалась погибшей во время войны с Шепчущимися. Позже Вёрджил нашёл её недалеко от Оушенсайда, хотя она была слабой и истощённой[3].
- Кэйли Флеминг — Джудит Граймс, дочь Лори Граймс и Шейна Уолша, и приёмная дочь Рика и Мишонн[3].
- Надиа Хилкер — Магна[англ.], дерзкий бывший лидер небольшой группы странствующий выживших. Она также бывшая девушка Юмико[3].
- Кэсседи Макклинси — Лидия[англ.], дочь Альфы и бывшая Шепчущаяся, которая сформировала родительскую связь с Ниганом во время войны с Шепчущимися и теперь проживает в Александрии. У неё были отношения с Генри, убитым Альфой[3].
- Энджел Теори[англ.] — Келли, внимательная и заботливая сестра Конни, которая постепенно теряет слух[5].
- Паола Лазаро[англ.] — Хуанита «Принцесса» Санчес, причудливая и эпатажная выжившая, в своём прошлом пережившая различные психологические травмы. Участник экспедиции Юджина в отдалённое сообщество[6].
- Майкл Джеймс Шоу[англ.] — Майкл Мёрсер, житель Содружества, служащий генералом вооружённых сил Содружества, старший брат Макс[7].
- Джош Хэмилтон[англ.] — Лэнс Хорнсби, заместитель губернатора и директор по операциям в Содружестве[8].
- Лайла Робинс — Памела Милтон, губернатор Содружества[8].
- Марго Бингем — Максин «Макс» Мёрсер, личная помощница Памелы Милтон.

Также в главных ролях
- Линн Коллинз — Лия Шоу, член Жнецов и бывшая владелица Пса, у которой возникла любовная связь с Дэрилом во время поисков Рика[9].
- Марго Бингем — Максин «Стефани» Мёрсер, жительница Содружества, которая общалась с Юджином по радио в предыдущем сезоне. Младшая сестра Мёрсера[10][11].

### Повторяющиеся роли
Александрия
- С. Томас Хауэлл — Рой, бывший житель и страж Хиллтопа[12].
- Джексон Пэйс — Гейдж, бывший резидент Хиллтопа, который недолюбливает Лидию из-за гибели его друзей во время Войны с Шепчущимися[13].
- Энтони Азор — Рик «Эр Джей» Граймс-мл., сын Рика и Мишонн[14].
- Анабель Холлоуэй — Грейси, приёмная дочь Аарона[15].
- Мэнди Кристин Керр — Барбара, жительница Александрии.

Хиллтоп
- Керри Кэхилл — Дайанн, один из лучших солдат Иезекииля и умелая лучница.
- Густаво Гомес — Марко, поставщик припасов для Хиллтопа.

Оушенсайд
- Авианна Минхир — Рэйчел Уорд, молодой член Оушенсайда, которая является представителем своего общества.

Стражи
- Океа Эме-Аквари — Элайджа, таинственный член группы Стражей в маске[6].
- Джеймс Девоти — Коул, доверенный член группы Стражей[6].
- Кин Майкл Спиллер — Хершелл Ри, сын Гленна и Мэгги[6].
- Гленн Стэнтон — Фрост, член Стражей, который презирает Нигана за то, что он сделал с их лидером Мэгги[6].
- Лори Фортье — Агата, член Стражей, которая тоже презирает Нигана[16].
- Маркус Льюис — Дункан, жёсткий член Стражей, который тоже презирает Нигана[6].

Жнецы
- Ричи Костер — Поуп, лидер Жнецов и ветеран войны в Афганистане[17][18].
- Джейкоб Янг — Дивер, член Жнецов[19][20].
- Алекс Мераз — Брэндон Карвер, член Жнецов и правая рука Лии[20][21].
- Дикран Тулейн — Манси, член Жнецов, который служит священником группы[20].
- Брантон Бокс — Фишер, злобный член Жнецов[20].
- Эрик Лебланк — Маркус Пауэлл, член Жнецов, который подружился с Дэрилом[20].
- Роберт Хэйс — Пол Уэллс, высокомерный член Жнецов[20].
- Ханс Кристофер — Николлс, член Жнецов, который встречает Гэбриэла[22].
- Итан Макдауэлл — Айра Вашингтон, стойкий член Жнецов[20].
- Дэйн Дэвенпорт — Анчита, член Жнецов, который служит инженером группы[20].

Содружество
- Кэрри Гензел — Кларк, житель и аудитор Содружества[23].
- Мэттью Корнуэлл — Эванс, житель и аудитор Содружества[23].
- Шелл Рамос — Шира, жительница и шпионка Содружества[24][25][26].
- Иэн Энтони Дейл — Томи, давний житель Содружества и давно потерянный брат Юмико[16][27].
- Тео Рапп-Олссон — Себастьян Милтон, сын Памелы.
- Кэмерон Роберт — Тайлер Дэвис, бывший солдат вооружённых сил Содружества, с позором уволенный после событий предыдущего сезона[28].
- Майкл Турек — Роман Калхун, таинственный житель Содружества, который работает на Лэнса[28].
- Николас Велес — Тео, медбрат в Содружестве, который подружился с Иезекиилем.
- Джейсон Батлер Харнер — Тоби Карлсон, бывший агент ЦРУ, который работает на Хорнсби.
- Уинн Эверетт — Эйприл Мартенс, жительница Содружества, которая участвует в ограблении Себастьяна[29].
- Моник Грант — Викерс, полковник армии Содружества.
- Майкл Уивер — Надзиратель, высокопоставленный офицер армии Содружества, который надзирает за трудовым лагерем для заключённых Содружества.

Ривербенд
- Медина Сенгхоур — Энни, жительница Ривербенда и жена Нигана.
- Майкл Бин — Иэн, неуравновешенный лидер Ривербенда с извращённым чувством юмора[30].

Прочие
- Брэд Фляйшер — Кит, лидер оставшихся Шепчущихся, живущих в руинах Хиллтопа.
- Кевин Кэрролл — Вёрджил, выживший, который искал помощи Мишонн, чтобы найти свою семью. Позже он нашёл Конни недалеко от Оушенсайда[31].
- Эндрю Линкольн — Рик Граймс, бывший заместитель шерифа из округа Кинг, Джорджия, и бывший лидер восстановленной Александрии. Считается погибшим в результате взрыва моста в девятом сезоне. Появляется в финале заключительного эпизода.
- Данай Гурира — Мишонн, воительница с катаной и жена Рика. Отправилась на его поиски в десятом сезоне. Появляется в финале заключительного эпизода.

## Эпизоды
| № общий | № в сезоне | Название                                   | Режиссёр             | Автор сценария                                            | Дата премьеры    | Зрители США (млн) |
| --- | ---------- | ------------------------------------------ | -------------------- | --------------------------------------------------------- | ---------------- | ----------------- |
| 154 | 1          | «Ачерон: Часть первая» «Acheron: Part I»   | Кевин Доулинг        | Анджела Канг и Джим Барнс                                 | 22 августа 2021  | 2,22              |
| Отряд из Александрии подчищает последние нетронутые склады с продовольствием, набитые измождёнными ходячими. Община оказывается перед угрозой голода. Мэгги вспоминает о городе Меридиан, полном продовольствия и боеприпасов, но захваченном неизвестной группировкой. Решено отправить туда штурмовую группу. В заброшенном Вашингтоне, через который лежит путь, Ниган служит проводником. Мэгги едва сдерживает ненависть к нему и прямо говорит, что мечтает его убить. В туннелях метро отряд натыкается на заваленный поезд, а из туннелей атакуют ходячие. При отступлении в поезд Мэгги хватают ходячие, она призывает на помощь Нигана, но тот её бросает. Иезекииль, Юмико, Юджин и Принцесса подвергаются многочасовым допросам контролёров «Содружества». Результатом должен стать либо следующий этап, либо «переработка». Им представляется возможность бежать, но Юмико, увидев свою фотографию на стенде понимает, что где-то рядом её потерянный брат, и герои решают остаться. |            |                                            |                      |                                                           |                  |                   |
| 155 | 2          | «Ачерон: Часть вторая» «Acheron: Part II»  | Кевин Доулинг        | Анджела Канг и Джим Барнс                                 | 29 августа 2021  | 1,99              |
| Отряд заблокирован в поезде метро. Внезапно из-под вагона раздаётся стук, и в люк пролезает разъярённая Мэгги, готовая растерзать Нигана. Тот спокойно объясняет, что после её угроз он не испытывал горячего желания спасти её. Дэрил с собакой находят обходной путь в туннелях и пробиваются сквозь ходячих с тыла, открывая путь к спасению. Снаружи они видят десятки развешенных на столбах людей и подвергаются внезапному нападению жестокой банды. В это время Юджин с товарищами проходят жёсткий отбор в Содружестве. Им удаётся завоевать доверие, и они получают приглашение вступить в Содружество. Юджин встречается со Стефани. |            |                                            |                      |                                                           |                  |                   |
| 156 | 3          | «Жертвы» «Hunted»                          | Фредерик И. О. Туа   | Вивиан Тсе                                                | 5 сентября 2021  | 1,87              |
| Пока александрийцы во главе с Кэрол гламурно проводят время, собирая грибы в лесу и отлавливая лошадей в полях, отряд Мэгги практически разбит. Большинство убиты, ранены или пропали без вести. Среди немногих уцелевших — Мэгги, Ниган, Гэбриэл и Олден. На них охотится неуловимый противник. Гэбриэлу удаётся догнать и убить одного из врагов. Мэгги и Ниган оставляют раненного Олдена в заброшенной церкви и продолжают путь вдвоём. |            |                                            |                      |                                                           |                  |                   |
| 157 | 4          | «Выдача» «Rendition»                       | Фредерик И. О. Туа   | Николь Миранте-Мэттьюс                                    | 12 сентября 2021 | 1,88              |
| Дэрил с собакой встречают его старую любовь Лею, которую он считал погибшей. Лея примкнула к банде убийц, состоящей из бывших морпехов и спецназовцев, возглавляемой очередным религиозным психопатом — неким Поупом. Поуп крайне жесток и не жалеет ни своих, ни чужих. Дэрил под пытками отрицает всякую связь со своими товарищами и говорит, что он одиночка, временно примкнувший к группе. По протекции Леи Дэрил проходит испытание огнём и вступает в отряд. |            |                                            |                      |                                                           |                  |                   |
| 158 | 5          | «Возрождённые из пепла» «Out of the Ashes» | Грег Никотеро        | Латойя Морган                                             | 19 сентября 2021 | 1,91              |
| Мэгги и Ниган добираются до места сбора, атмосфера между ней и убийцей её мужа накаляется. Вскоре к ним приходят и другие уцелевшие товарищи. Юджин с друзьями осваиваются в Содружестве, которое представляет собой утопическое общество в стиле 1950-х, наподобие коммунизма с гипертрофированной бюрократией. С помощью Стефани Юджин успешно связывается с Александрией, но по законам Содружества это серьёзный проступок. В Александрии плохо с припасами и инструментами. Кэрол, Аарон и другие приходят в сожжённый Хиллтоп в надежде раздобыть инструменты для починки стены и узнают, что Хиллтоп стал прибежищем немногих уцелевших Шепчущих. |            |                                            |                      |                                                           |                  |                   |
| 159 | 6          | «Изнутри» «On the Inside»                  | Грег Никотеро        | Кевин Дейболдт                                            | 26 сентября 2021 | 1,78              |
| Шепчущий рассказывает, что Конни спаслась при взрыве пещеры с мертвецами; Кэрол, Келли и другие отправляются её искать. Тем временем Конни с темнокожим мужчиной, скрываясь от ходячих, запираются в доме, где живут одичавшие каннибалы. В банде Поупа Дэрил, чтобы доказать «верность», пытает своего товарища из Александрии. Тот выдаёт место сбора отряда, и Поуп отправляет туда людей. Дэрилу удаётся предупредить своих друзей и отвлечь внимание наёмников, чтобы дать Мэгги с товарищами время уйти. Поуп заявляет, что выбил из пленного точное местонахождение александрийцев. В заброшенном доме Конни впускает ходячих внутрь, и те атакуют каннибалов. В это время приходит помощь, и Келли уничтожает уцелевших дикарей. |            |                                            |                      |                                                           |                  |                   |
| 160 | 7          | «Нарушенные обеты» «Promises Broken»       | Шарат Раджу          | Джулия Ракман                                             | 3 октября 2021   | 1,89              |
| Мэгги, Ниган и Гэбриэл бегут от людей Поупа, те отправляются на поиски беглецов. Мэгги и Ниган заключают перемирие, Ниган обучает её приёмам работы с ходячими, позаимствованным у Шепчущих. Юджин с друзьями в роли «штрафников» отрабатывают провинность, зачищая территорию от ходячих. Юджин ввязывается в конфликт с местным мажором и оказывается в тюрьме, где его пытаются уговорить выдать местоположение Александрии. Юмико убеждается, что в Содружестве не всё так радужно. Дэрил и Лея по приказу Поупа патрулируют окрестности и натыкаются на семью выживших, которых Поуп приказывает убить, но они отпускают отца и сына, а убивают только умирающую мать. Мэгги и Ниган собирают огромное стадо ходячих и ведут его на штурм базы Поупа. |            |                                            |                      |                                                           |                  |                   |
| 161 | 8          | «За победу» «For Blood»                    | Шарат Раджу          | Эрик Маунтин                                              | 10 октября 2021  | 1,91              |
| В Александрии под напором бури рушатся стены и двери, люди из последних сил отбиваются от натиска стихии и ходячих. Джудит и ещё одна девочка попадают в ловушку в подвале. В Меридиане Поуп отправляет одного бойца отвлечь ходячих, но внезапно в руках некоторых «мертвецов» появляются ножи. Ходячие бредут через минное поле, десятками разлетаясь на куски. Мэгги и Гэбриел с помощью Дэрила проникают внутрь базы и разрушают ворота, устроив прорыв ходячих. Поуп приказывает открыть огонь из кустарной РСЗО по мертвецам и по своим людям. Дэрил открывается Лее, вдвоём они убивают Поупа, но Лея решает остаться со своими людьми. Оскорблённая предательством Дэрила, она приказывает дать залп по толпе мертвецов, в которой скрываются Ниган и другие. |            |                                            |                      |                                                           |                  |                   |
| 162 | 9          | «Другого пути нет» «No Other Way»          | Джон Эмиел           | Кори Рид                                                  | 20 февраля 2022  | 1,76              |
| Нигану, Мэгги и другим удаётся вырваться из-под обстрела. Порознь и группами они разбредаются по зданию банды Поупа (теперь уже банды Леи). Люди Леи ищут их, но Мэгги, Ниган и Дэрил берут в плен Карвера, ближайшего подручного Леи. Двум группировкам удаётся договориться разойтись с миром, но внезапно Мэгги с крайней жестокостью убивает всех противников, кроме самой Леи. От этого крайне шокирован даже Ниган. Понимая, что Мэгги не изменилась и рано или поздно отомстит ему, Ниган уходит в неизвестность. Мэгги возвращается в церковь за Олденом и застаёт его ожившим мертвецом. Сильно поредевшая группа собирается в Александрии. Идиллия нарушена появлением группы штурмовиков Содружества в белых доспехах. |            |                                            |                      |                                                           |                  |                   |
| 163 | 10         | «Новые призраки» «New Haunts»              | Джон Эмиел           | Магали Лосано                                             | 27 февраля 2022  | 1,60              |
| Спустя месяц александрийцы осваиваются в Содружестве, работая на разных должностях. В обществе существует классовое неравенство, есть несогласные с этим. Иезекииль стоит в очереди на операцию от рака, Кэрол пытается обеспечить ему место вне очереди. Дэрил и Розита проходят подготовку в армии Содружества. У Дэрила конфликт с мажором, сыном губернатора. На вечеринке разжалованный солдат, рядовой Тэйлор, которого когда-то избила и унизила Принцесса, берёт в заложники сестру Мёрсера и призывает всех к сопротивлению. Дэрил и Розита получают оружие, белые доспехи и идут на зачистку предполагаемого убежища Сопротивления. Розита находит тайный схрон, заваленный плакатами с призывами к борьбе за всеобщее равенство. |            |                                            |                      |                                                           |                  |                   |
| 164 | 11         | «Ренегат» «Rogue Element»                  | Майкл Кадлиц         | Дэвид Лесли Джонсон-Макголдрик                            | 6 марта 2022     | 1,67              |
| Юджин и Стефани объясняются друг другу в любви, но внезапно Стефани собирает вещи и исчезает в неизвестном направлении. Юджин и Принцесса ищут её и нападают на след тайной организации. Конни и Келли берут интервью у Мёрсера, начальника полиции. Их интересует судьба рядового Тэйлора. Юджина ловят во время слежки, но он не прекращает поиски и выясняет, что в тайной организации состоит руководство Содружества, а Стефани на самом деле агент Шира, приставленная к Юджину, чтобы выудить из него информацию об Александрии. Юджина пытаются представить параноиком, которому мерещится заговор. В итоге он всё же встречает настоящую Стефани. |            |                                            |                      |                                                           |                  |                   |
| 165 | 12         | «Счастливчики» «The Lucky Ones»            | Тауния Маккирнан     | Вивиан Тсе                                                | 13 марта 2022    | 1,58              |
| Настоящая Стефани тоже не та, за кого себя выдаёт. Это сестра Мёрсера Макс. В прошлом она собрала рацию из мусора, чтобы тайно болтать с Юджином. Иезекииль попадает на операцию вне очереди, но не особо этому рад. Лидеры Содружества разъезжают по общинам, агитируя их присоединиться в обмен на помощь и покровительство. Для этого они демонстрируют военную мощь и делятся припасами. Некоторые соглашаются на жизнь под крылом Содружества, устав от постоянной опасности, но Мэгги в Хиллтопе одолевают сомнения. Очевидно, что лидеры Содружества далеки от альтруизма, и у них есть некая корыстная цель. Дэрил снимает белые доспехи, Юджин пытается наладить отношения с Макс. |            |                                            |                      |                                                           |                  |                   |
| 166 | 13         | «Боевые командиры» «Warlords»              | Лорен Яконелли       | Джим Барнс и Эрик Маунтин                                 | 20 марта 2022    | 1,79              |
| Люди продолжают уходить из Хиллтопа. Внезапно приезжает смертельно раненый всадник с картой. По приказу Лэнса солдаты Содружества во главе с бывшим ЦРУшником едут устанавливать контакт с новым поселением из 40 человек, живущих в неприступной многоэтажке. Знакомство оборачивается бойней, в которой гибнут многие поселенцы, включая их лидера. ЦРУшник ищет пропавшее оружие и сбрасывает поселенцев с крыши, не добившись нужной информации. Аарон и Гэбриел в ужасе от такого поворота событий. Снова появляется Ниган, который прежде примкнул к этому поселению. Он отправляет гонца к Мэгги за помощью, а сам убеждает людей расправляться с захватчиками. |            |                                            |                      |                                                           |                  |                   |
| 167 | 14         | «Гнилое ядро» «The Rotten Core»            | Маркус Стоукс        | Эрик Маунтин и Джим Барнс                                 | 27 марта 2022    | 1,55              |
| Аарон, Гэбриэл, Ниган и Мэгги сражаются со штурмовиками в здании. Солдаты захватывают сына Мэгги, но Ниган его спасает. Ему приходится признаться мальчику, что это он убил его отца, Гленна. За прошедшее время Ниган женился на женщине из общины, к которой он присоединился, и они ждут ребёнка. Сын губернатора Себастиан угрозами вынуждает Дэрила и Розиту «прогуляться» сквозь толпу мертвецов в дом, где спрятаны деньги. Они не первые, кого туда посылают — остальные давно бродят вместе со стадом. В критической ситуации им на помощь приходит Мёрсер, который вынужден до поры мириться с происходящим. Аарон и Гэбриэл нейтрализуют ЦРУшника и сбрасывают его с крыши на обед голодным мертвецам. Кэрол понимает, что Лэнс Хорнсби замешан во многих тёмных делах в Содружестве, но она связана благодарностью за помощь с операцией для Иезекииля. Становится ясно, кто похититель оружия, которое искал ЦРУшник. Это выжившая Лея, обозлённая и жестокая. |            |                                            |                      |                                                           |                  |                   |
| 168 | 15         | «Доверие» «Trust»                          | Лили Марийе          | Кевин Дейболдт                                            | 3 апреля 2022    | 1,67              |
| ЦРУшника основательно обглодали, Хорнсби расследует это дело, Аарон и Гэбриэл говорят неправду. Хорнсби отправляется с отрядом в Хиллтоп, Дэрил разрывается между служебным долгом и дружбой с Мэгги. Мёрсер спит с Принцессой, но его гнетёт вина за убитых им двух солдат. У Юджина намечается роман с Мэй. Об истории с Себастианом и деньгами узнаёт всё больше людей. Иезекииль поправляется после операции и пытается общаться с Кэрол, но она замыкается в себе из-за сделки с Хорнсби. Тот в Хиллтопе пытается выведать информацию об украденном оружии, используя сына Мэгги, что едва не приводит к побоищу. Отряд Содружества выходит на след Леи, Хорнсби предлагает ей сотрудничество, чтобы устранить Мэгги. |            |                                            |                      |                                                           |                  |                   |
| 169 | 16         | «Стихийные бедствия» «Acts of God»         | Катрина Маккензи     | Николь Миранте-Мэттьюз                                    | 10 апреля 2022   | 1,61              |
| Дэрил, Гэбриэл и Аарон с отрядом Содружества прочёсывают местность. Чувствуя, что им не доверяют, Дэрил с товарищами улучают момент и обращают оружие против солдат. Лея начинает охоту на Мэгги, а та начинает доверять Нигану, который со своей группой скрывается в бывшем убежище Шепчущих. Хорнсби начинает настоящую карательную операцию. Мэгги превращает Хиллтоп в ловушку, заминировав дома. В Содружестве зреет заговор с целью разоблачить губернаторшу и её подручных, Макс и другие находят на неё компромат. Лея захватывает Мэгги и собирается её мучить, но внезапно появившийся в разгар драки Дэрил убивает её. Хорнсби обнаруживает тело Леи и приказывает начать оккупацию всех колоний Содружества, а также неприсоединившихся общин, бросая монетку, кого казнить, а кого миловать. |            |                                            |                      |                                                           |                  |                   |
| 170 | 17         | «Блокировка» «Lockdown»                    | Грег Никотеро        | Джулия Ракман                                             | 2 октября 2022   | 1,19              |
| Прячась от солдат Лэнса в заброшенном городе и переживая за тех членов группы, которые всё ещё находятся в Содружестве, группа решает отправить туда Нигана в качестве шпиона, поскольку там его никто не знает. Дэрил вместе с Ниганом устраивают засаду для группы солдат с помощью старой маски Нигана от Шепчущихся. Ниган крадёт машину, прибывает в Содружество, где его в частном порядке допрашивает Мёрсер, и раскрывает ему свою личность. Затем он воссоединяется с Кэрол. Между тем некоторые из горожан начинают охоту на Себастьяна. В отчаянии Памела заключает непростую сделку с Кэрол. Кэрол и Ниган находят Себастьяна и благополучно доставляют его Памеле. В то же время остальные вступают в игру в кошки-мышки с солдатами Лэнса, убивая нескольких, прежде чем они оказываются в тупиковом положении. |            |                                            |                      |                                                           |                  |                   |
| 171 | 18         | «Новая сделка» «A New Deal»                | Джеффри Ф. Дженьюари | Сюжет : Кори Рид Телесценарий : Кори Рид и Кевин Дейболдт | 9 октября 2022   | 1,35              |
| Под землёй противостояние обостряется, когда Дэрил берёт Лэнса в заложники, как раз в тот момент, когда прибывают Кэрол, Ниган, Памела и Мёрсер. Им удаётся убедить Дэрила сдаться, но он ранит Лэнса ножом в руку в отместку за его предыдущие действия. Позже, когда Содружество готовится отпраздновать свою годовщину, Кэрол спорит с Дэрилом о том, что он сделал с Лэнсом, и признаётся, что пытался быть больше похожим на Рика. Тем временем заключённый в тюрьму Лэнс заставляет Ширу и Калхуна убить нескольких уборщиков Содружества, а Макс беседует с Себастьяном. Последний разглагольствует о том, что граждане Содружества слишком цивилизованны и слабы, не зная, что разговор записывается. На следующий день, во время празднования, Себастьян готовится произнести записанную речь перед народом, но Макс и Юджин вместо этого включают запись. Во время суматохи ожившие уборщики забредают в толпу, разгневанный Себастьян пытается убить Макс, толкнув её на одного из ходячих, но Юджин спасает её, бросив ходячего на Себастьяна, которого он сильно покусал. Джудит убивает ходячего, Себастьян умирает от ран на глазах у охваченной ужасом толпы. |            |                                            |                      |                                                           |                  |                   |
| 172 | 19         | «Вариант» «Variant»                        | Карен Гавиола        | Вивиан Тсе                                                | 16 октября 2022  | 1,36              |
| После бунта Памела приказывает арестовать Юджина за убийство Себастьяна, обещая помиловать Макс, если Мёрсер будет сотрудничать. Беспокоясь за свою сестру, Мёрсер безжалостно охотится за Юджином, но его беспокоят попытки Макс и Принцессы убедить его, что он не на той стороне. Узнав, что Макс арестована, Юджин сдаётся и берёт на себя единоличную ответственность за случившееся, утверждая, что Макс не имела никакого отношения к записи Себастьяна. Труп Себастьяна оживает, а скорбящая Памела казнит Романа и приказывает Лэнсу скормить его труп Себастьяну в качестве наказания. В то же время Аарон, Джерри, Лидия и Элайджа пробираются к Оушенсайду, но вынуждены укрыться на старой ярмарке после того, как заметили стадо. Джерри думает, что ярмарка может стать хорошим местом для нового Королевства. Ночью нападает стадо, возглавляемое тем, кого группа считает выжившим Шепчущимся, поскольку он может лазать, открывать двери и использовать оружие. Однако Аарон обнаруживает, что на самом деле это всего лишь ходячий. После того, как он убил его, Аарон делает тревожный вывод, что наверняка существуют и другие варианты ходячих, которые более опасны, чем обычные бродячие. Испытав чувства к Элайдже, Лидия колеблется из-за своей любви к Генри, прежде чем последовать совету Аарона и начать с ним отношения.                                                                                 |            |                                            |                      |                                                           |                  |                   |
| 173 | 20         | «Что было потеряно» «What's Been Lost»     | Айша Тайлер          | Эрик Маунтин                                              | 23 октября 2022  | 1,36              |
| Кэрол и Дэрил сбегают от головорезов Памелы и вызволяют Лэнса, зная, что он единственный, кто может привести их к пропавшим друзьям. Обнаружив зомбированного Себастьяна в камере Лэнса, Дэрил убивает его. Памела шантажом Юмико заставляет её выступить обвинителем на показательном процессе Юджина, обещая отвести Юмико к её друзьям, если она это сделает, и угрожая Томи, чтобы та подчинилась. Юмико разрывается на части, не зная, что делать, но Юджин, смирившийся со своей судьбой, призывает Юмико верить в своих друзей. Узнав о побеге Дэрила, Кэрол и Лэнса, Юмико напоминает Содружеству о том, насколько бесценен Томи, прежде чем сделать ошеломляющее публичное заявление о том, что Памела несправедливо преследует Юджина, и взять на себя функцию защитника Юджина, а не обвинителя. Уклонившись от стада и солдат, Лэнс узнаёт, что пропавшие люди используются в качестве рабского труда в проекте по расширению охвата Содружества по всему континенту и что есть поезд снабжения, за которым они могут следовать. Устав от манипуляций Лэнса и больше не нуждаясь в его помощи, Дэрил и Кэрол дают Лэнсу шанс отправиться в изгнание, но он наставляет на них пистолет. Кэрол убивает Лэнса выстрелом из лука. |            |                                            |                      |                                                           |                  |                   |
| 174 | 21         | «Аванпост 22» «Outpost 22»                 | Тауния Маккирнан     | Джим Барнс                                                | 30 октября 2022  | 1,50              |
| Мэгги, Габриэлу и Розите удаётся сбежать и воссоединиться с Дэрилом и Кэрол, когда они отслеживают поезд Содружества к таинственному Аванпосту 22. Дэрилу не даёт покоя мысль о поимке Конни, которая была отделена от остальных как Обозначение 2, а Мэгги думает о потере Хершела, особенно после драки с ребёнком-ходячим. В трудовом лагере Содружества Ниган убеждает сопротивляющегося Иезекииля забыть о разногласиях и поднять восстание против садиста-надзирателя. На перекрёстке остальные нападают на поезд и спасают Конни. Однако умирающий солдат знает только, что Обозначение 2 уводят далеко и его больше никогда не видят, а инженер совершает самоубийство вместо того, чтобы отвечать на какие-либо вопросы. Когда заключённых доставляют на Аванпост 22, Розита выдаёт себя за мёртвого солдата по радио поезда и обманывает дружественного солдата, узнав благодаря этому, что Аванпостом 22 на самом деле является Александрия. Мэгги заявляет, что они вернут свой дом и своих людей и что Памела никогда не узнаёт, что её ударило. |            |                                            |                      |                                                           |                  |                   |
| 175 | 22         | «Вера» «Faith»                             | Роуз Троше           | Николь Миранте-Мэттьюс и Магали Лосано                    | 6 ноября 2022    | 1,39              |
| Аарон, Лидия, Элайджа и Джерри встречают Люка и Джулса, которым удалось сбежать от захвата Оушенсайда. Преследуемая Содружеством, группа прикрывается кишками ходячих, чтобы спрятаться среди огромного стада. Однако солдаты Содружества начинают куда-то вести стадо; в нём есть по крайней мере один вариант ходока, который подбирает упавший нож Лидии. В Содружестве Юджин предстаёт перед судом за убийство Себастьяна, а Юмико использует суд, чтобы обратиться к рабочему классу, вызывая беспорядки. Юджина признают виновным и приговаривают к казни, но Мерсер и несколько солдат, тайно перешедшие на сторону революции, спасают его. В Александрии Иезекииль и Ниган замышляют восстание против садиста-надзирателя, безуспешно пытаясь привлечь на свою сторону Тайлера Дэвиса, теперь ещё одного заключённого. Используя канализацию, Дэрилу, Конни, Кэрол и Мэгги удаётся пробраться внутрь и спасти Хершела, но дочь Розиты остаётся пропавшей без вести. После того, как восстание раскрыто, Ниган пытается принять мученическую смерть, прежде чем Иезекииль поведёт несколько заключённых, которые встанут на защиту Нигана и Энни. Иезекиилю удаётся убедить большинство солдат отступить, и они нападают на Стража, покорённого Дэрилом. Поскольку Александрия снова захвачена её жителями, Страж демонстративно отказывается сказать Розите, где найти её дочь, поэтому в отместку она скармливает его ходокам. |            |                                            |                      |                                                           |                  |                   |
| 176 | 23         | «Семья» «Family»                           | Шарат Раджу          | Магали Лосано, Эрик Маунтин и Кевин Дейболдт              | 13 ноября 2022   | TBD               |
| Ряд сил Коалиции и освобождённых заключённых используют поезд Содружества, чтобы вернуться в город и свергнуть Памелу; их сопровождает Джудит. Раскаивающийся Тайлер искупает свои прошлые проступки и предлагает отвезти пропавших детей в детский дом Содружества, а Ниган и Иезекииль примиряются друг с другом. Принцесса вступает в контакт с Мёрсером, который помогает группе проникнуть внутрь и планирует использовать показания освобождённых заключённых, чтобы законно отстранить Памелу от власти. Памела улавливает его обман и арестовывает Мёрсера за измену. Памела заманивает Коалицию в ловушку, убивая Тайлера и ещё нескольких человек, прежде чем им удаётся сбежать. Памела случайно стреляет в Джудит, когда та отталкивает Мэгги с линии огня. Пытаясь подавить восстание, Памела приводит огромное стадо в город, чтобы вызвать изоляцию, но стадо содержит несколько вариантов ходоков и может прорвать оборону Содружества. Путешествуя со стадом, Аарон, Лидия и Джерри отделяются от остальных, и Лидию кусают, что приводит к ампутации. Джерри уходит, чтобы помочь остальным, а Люку и Джулсу удаётся воссоединиться с остальными в Содружестве. Памела приказывает своим солдатам защищать дома элиты, бросая остальную часть Содружества на произвол судьбы, чтобы спасти себя. Пока их друзья изо всех сил пытаются сдержать стадо, Дэрил срочно отправляет Джудит в больницу за помощью.           |            |                                            |                      |                                                           |                  |                   |
| 177 | 24         | «Да упокоится с миром» «Rest in Peace»     | Грег Никотеро        | Сюжет : Анджела Канг Телесценарий : Кори Рид и Джим Барнс | 20 ноября 2022   | TBD               |
| Жюля пожирают, спасаясь от орды, а Люка кусают, и вскоре после этого он умирает. Розита, Габриэль и Юджин спасают Коко, но при побеге Розиту кусают в плечо. Джудит доставляют в убежище, Томи лечит её и сообщает Дэрилу и Кэрол, что Мишон ушла на поиски Рика. Принцесса и Макс вырывают Мёрсера, который возглавляет своих людей и силы Коалиции в противостоянии Памеле, когда она баррикадируется в поместьях. Когда люди снаружи вот-вот будут сожраны, Дэрил произносит воодушевляющую речь, которая заставляет людей Памелы наброситься на неё и впустить всех внутрь. Мёрсер арестовывает Памелу, но она пытается скормить себя зомбированному Лэнсу. Понимая, что тюрьма — худшая судьба для Памелы, Мэгги усыпляет Лэнса и спасает ее. Объединившись, Аарон, Лидия, Джерри и Элайджа заманивают стадо в Поместья и взрывают его, спасая таким образом Содружество. После этого Розита мирно поддаётся укусу, в то время как Ниган извиняется перед Мэгги, которая не может его простить, но решает попытаться преодолеть свой гнев. Год спустя Иезекииль становится губернатором Содружества, а общины остаются едиными в создании лучшего будущего. Теперь, зная, что Рик жив, Дэрил отправляется на его поиски. В другом месте Мишон продолжает поиски Рика. На острове Бладсворт, где Мишон в конечном итоге найдёт его вещи, Рик пишет сообщение для Мишон. Его находит вертолёт CRM и заставляет сдаться.              |            |                                            |                      |                                                           |                  |                   |

## Производство
В 2014 году исполнительный продюсер Дэвид Алперт сказал, что комиксы дали им достаточно идей для Рика Граймса и компании на ближайшие семь лет. «Мне нравится работать с исходным материалом, особенно потому, что у нас есть довольно хорошее представление о том, каким будет 10-й сезон», — сказал Алперт. «Мы знаем, где [будут] 11 и 12 сезоны… у нас есть ориентиры и вехи для этих сезонов, если нам повезёт добраться до этого». В сентябре 2018 года генеральный директор AMC Джош Сапан уточнил заявление Алперта, заявив, что телесеть планирует продолжить «Ходячих мертвецов» как франшизу ещё на 10 лет, включая новые фильмы и телесериалы, основанные на оригинальной серии комиксов.
Сериал был продлён на 11-й сезон в октябре 2019 года. В марте 2020 года сообщалось, что пре-продакшн приостановлен и что съёмки будут отложены на три-четыре недели из-за пандемии COVID-19. Из-за этого премьера не состоялась в октябре 2020 года, как планировалось изначально.
В сентябре 2020 года AMC подтвердила, что шоу завершится 11-м сезоном, состоящим из 24 эпизодов, который будет транслироваться в течение двух лет. Тогда же было объявлено о спин-оффе сериала с участием персонажей Дэрила и Кэрол, который начнёт выходить в 2023 году. Шоураннером 11-го сезона стала Анджела Канг. Лорен Коэн вернулась к роли Мэгги. Коэн официально вернулась в сериал ближе к концу десятого сезона, Марго Бингем — к роли Стефани (в 10-м сезоне был только её голос). В марте 2021 года было объявлено, что Майкл Джеймс Шоу получил в сериале роль одного из основных персонажей по имени Мёрсер. В апреле 2021 года Джейкоб Янг получил роль Дивера, члена Жнецов. 11-летний сын Джеффри Дина Моргана Гас Морган появился в пятом эпизоде сезона в эпизодической роли одного из ходячих.
Съёмки начались в феврале 2021 года и завершились в марте 2022 года. Их окончание несколько затянулось из-за того, что Норман Ридус в марте 2022 год получил сотрясение мозга на съёмочной площадке.
Сериал перешёл с 16-миллиметровой плёнки на цифровую, начиная с шести бонусных эпизодов 10-го сезона. Это изменение было вызвано пандемией COVID-19 и связанными с ней мерами предосторожности, поскольку в цифровом формате меньше «точек соприкосновения», чем в плёночном. Анджела Канг заявила, что на стадии пост-продакшена будут предприняты все усилия, чтобы последний сезон выглядел так же, как предыдущие.

## Релиз
11-й сезон получил название «Трилогия финального сезона», так как он состоит из 24 эпизодов, разделённых на три блока (в каждом по восемь эпизодов). Премьерный показ начался 22 августа 2021 года на сервисе AMC+, и каждый эпизод сезона появляется в открытом доступе за неделю до его выхода в эфир. В Великобритании и Ирландии показ начался 23 августа 2021 года на Disney+ через его хаб Star. Все первые девять эпизодов были выпущены на Disney+ в Дании через Star 21 февраля 2022 года. Показ последнего эпизода состоялся 20 ноября 2022 года.

## Восприятие
Одиннадцатый сезон «Ходячих мертвецов» получил положительные отзывы от критиков. На сайте Rotten Tomatoes его рейтинг составляет 82 % на основе 191 отзыва, со средней оценкой 5,8/10. Пол Дейли из TV Fanatic дал первым двум эпизодам 4,5 звезды из 5, назвав эпизоды «мрачными, наполненными ставками и моментами, заставляющими кусать ногти». В статье для «Forbes» Эрик Кейн дал двухсерийной премьере положительный отзыв: он назвал первые серии «чертовски впечатляющим введением в 11-й сезон» и отметил, что они заставляют его «с нетерпением ждать того, что будет дальше». Кирстен Акуна из Insider написала несколько менее позитивный отзыв, заявив, что эпизоды «достойны» и «удовлетворительны, но это не похоже на крупнобюджетную премьеру», на которую она надеялась.
| Графики недоступны из-за технических проблем. См. информацию на Фабрикаторе и на mediawiki.org. - Сезон 11 (2021–22): Процент положительных отзывов на сайте Rotten Tomatoes |

Рейтинги
| №  | Название                | Дата показа      | Рейтинг (18—49) | Зрителей (миллионов) | DVR (18—49) | Зрителей DVR (миллионов) | Всего (18—49) | Всего зрителей (миллионов) |
| -- | ----------------------- | ---------------- | --------------- | -------------------- | ----------- | ------------------------ | ------------- | -------------------------- |
| 1  | «Ачерон: Часть первая»  | 22 августа 2021  | 0,6             | 2,22                 | 0,4         | 1,33                     | 1,0           | 3,55                       |
| 2  | «Ачерон: Часть вторая»  | 29 августа 2021  | 0,5             | 1,99                 | TBD         | TBD                      | TBD           | TBD                        |
| 3  | «Жертвы»                | 5 сентября 2021  | 0,5             | 1,87                 | TBD         | TBD                      | TBD           | TBD                        |
| 4  | «Выдача»                | 12 сентября 2021 | 0,5             | 1,88                 | TBD         | TBD                      | TBD           | TBD                        |
| 5  | «Возрождённые из пепла» | 19 сентября 2021 | 0,5             | 1,91                 | TBD         | TBD                      | TBD           | TBD                        |
| 6  | «Изнутри»               | 26 сентября 2021 | 0,4             | 1,78                 | TBD         | TBD                      | TBD           | TBD                        |
| 7  | «Нарушенные обеты»      | 3 октября 2021   | 0,5             | 1,89                 | TBD         | TBD                      | TBD           | TBD                        |
| 8  | «За победу»             | 10 октября 2021  | 0,5             | 1,91                 | TBD         | TBD                      | TBD           | TBD                        |
| 9  | «Другого пути нет»      | 20 февраля 2022  | 0,5             | 1,76                 | TBD         | TBD                      | TBD           | TBD                        |
| 10 | «Новые призраки»        | 27 февраля 2022  | 0,4             | 1,60                 | TBD         | TBD                      | TBD           | TBD                        |
| 11 | «Ренегат»               | 6 марта 2022     | 0,4             | 1,67                 | TBD         | TBD                      | TBD           | TBD                        |
| 12 | «Счастливчики»          | 13 марта 2022    | 0,4             | 1,58                 | TBD         | TBD                      | TBD           | TBD                        |
| 13 | «Боевые командиры»      | 20 марта 2022    | 0,5             | 1,79                 | TBD         | TBD                      | TBD           | TBD                        |
| 14 | «Гнилое ядро»           | 27 марта 2022    | 0,4             | 1,55                 | TBD         | TBD                      | TBD           | TBD                        |
| 15 | «Доверие»               | 3 апреля 2022    | 0,4             | 1,67                 | TBD         | TBD                      | TBD           | TBD                        |
| 16 | «Стихийные бедствия»    | 10 апреля 2022   | 0,4             | 1,61                 | TBD         | TBD                      | TBD           | TBD                        |
| 17 | «Блокировка»            | 2 октября 2022   | 0,3             | 1,19                 | TBD         | TBD                      | TBD           | TBD                        |
| 18 | «Новая сделка»          | 9 октября 2022   | 0,3             | 1,35                 | TBD         | TBD                      | TBD           | TBD                        |
| 19 | «Вариант»               | 16 октября 2022  | 0,3             | 1,36                 | TBD         | TBD                      | TBD           | TBD                        |
| 20 | «Что было потеряно»     | 23 октября 2022  | 0,3             | 1,36                 | 0,3         | 0,92                     | 0,6           | 2,28                       |
| 21 | «Аванпост 22»           | 30 октября 2022  | 0,3             | 1,50                 | TBD         | TBD                      | TBD           | TBD                        |